# Libina – U Černušků
Libina – U Černušků je přírodní památka v obci Libina v okrese Šumperk v Olomouckém kraji. Poprvé byla vyhlášena 31. prosince 2013. Leží v nadmořské výšce 304 až 306 metrů. Předmětem ochrany je biotop netopýra brvitého.